# Antje Knechten
Antje Knechten (* 12. Januar 1971 in Oberhausen; nach Heirat Antje Popkowitz) ist eine ehemalige deutsche Hockeyspielerin.

## Karriere

### Vereinskarriere
Antje Knechten begann ihre Hockeykarriere beim Uhlenhorst Mülheim, nach dem Abitur wechselte sie zum Klipper THC und beendete ihre sportliche Karriere im Der Club an der Alster. 
In ihrer Freizeit ist Antje Knechten als Hockey- und Ballschultrainerin in Hamburg tätig.

### Nationalmannschaft
Sie wurde 1998 und 1992 Junioren-Europameisterin und 1999 Junioren-Weltmeisterin. Sie ist aktuell in Deutschland die einzige Spielerin, die diese drei Titel gewonnen hat. Sie hat in der Jugend an über 100 Länderspielen teilgenommen und debütierte bereits mit 19 Jahren in der Damen-Nationalmannschaft. 1993 gewann sie mit der Damen-Nationalmannschaft den Intercontinental Cup in Philadelphia. Von 1990 bis 1993 bestritt sie insgesamt 15 A-Länderspiele.